# Réserve de Douala-Edéa
Réserve de Douala-Edéa är ett viltreservat i Kamerun.   Det ligger i regionen Kustregionen, i den sydvästra delen av landet, 190 km väster om huvudstaden Yaoundé.